# Lamar Jackson
Lamar Demeatrice Jackson Jr. (* 7. Januar 1997 in Pompano Beach, Florida) ist ein amerikanischer Quarterback, der aktuell für die Baltimore Ravens in der National Football League (NFL) spielt. Er spielte College Football für Louisville und war Gewinner der Heisman Trophy. In der NFL wurde Jackson bereits in seinem zweiten Jahr zum MVP gewählt.

## College
Lamar Jackson spielte drei Jahre lang, von 2015 bis 2017, an der University of Louisville für die Louisville Cardinals als Quarterback. In seinem ersten Jahr am College spielte er Pässe für 1.840 Yards Raumgewinn und erzielte hierbei 12 Touchdowns bei 8 Interceptions, des Weiteren erlief er 960 Yards für sein Team. 2016, in seinem zweiten Collegejahr, gelang Jackson der Durchbruch. Er warf in 13 Spielen 3.543 Yards und 30 Touchdowns bei 9 Interceptions. Herausragend machte sein Spiel die Fähigkeit, den Ball nicht nur werfen, sondern auch laufen zu können. So erlief Jackson weitere 1.571 Yards und 21 Touchdowns. Damit war er der zehntbeste Läufer nach Yards und der fünftbeste Läufer nach Touchdowns in der NCAA 2016, besser platziert waren lediglich Runningbacks, die sich hauptsächlich auf das Laufen konzentrieren. Für seine Leistungen in der Saison 2016 wurde Jackson vielfach ausgezeichnet, besonders hervorzuheben ist der Gewinn der Heisman Trophy. In seinem letzten Jahr am College konnte Jackson seine Leistungen des Vorjahres bestätigen und erzielte 3.660 Yards und 27 Touchdowns durch die Luft sowie 1.601 Yards und 18 Touchdowns durch den Lauf, dennoch wurde Jackson nicht erneut mehrfach ausgezeichnet, dies lag aber an den überragenden Leistungen von Quarterback Baker Mayfield. Beim Heisman Trophy Voting 2017 belegte Jackson den dritten Platz hinter Mayfield (Platz 1) und dem Runningback Bryce Love (Platz 2). Jackson wurde 2018 für alle Sportarten zum ACC-Sportler des Jahres gekürt und mit der Siegerin der Frauen, Arike Ogunbowale von Notre Dame Fighting Irish Basketball, geehrt.

## NFL

### 2018
Lamar Jackson wurde bei dem NFL Draft 2018 in der ersten Runde an 32. Stelle von den Baltimore Ravens ausgewählt. Somit wurde Jackson 2018 als fünfter Quarterback gedraftet, vor ihm wurden Baker Mayfield, Sam Darnold, Josh Allen und Josh Rosen ausgewählt. Lamar Jackson unterschrieb bei den Ravens einen Vierjahresvertrag über 9.471.648 US-Dollar. Jackson startete in die Saison als Backup-Quarterback hinter Joe Flacco und gewann somit den Kampf um die Backup-Position gegen Robert Griffin III. Obwohl er lediglich als Nummer 2 in seine Rookie-Saison ging, feierte Jackson bereits in der ersten Woche gegen die Buffalo Bills sein Debüt und bekam auch in den darauffolgenden Wochen Einsatzzeiten. Jacksons Einsätze sind darauf zurückzuführen, dass die Ravens in ausgewählten Spielzügen Flacco und Jackson gemeinsam auf das Spielfeld schickten oder Jackson als Läufer einsetzten. Seinen ersten Touchdown durch den Lauf erzielte er in der siebten Woche und den ersten Touchdown durch die Luft in der achten Woche der Saison 2018. Aufgrund einer Verletzung von Flacco spielte Jackson in Woche 11 erstmals als Starter. Seine ersten beiden Partien als Starter konnte Jackson mit den Ravens gewinnen. Er beendete die Saison mit 1.201 Yards Raumgewinn bei 6 Touchdowns und 3 Interceptions durch den Pass und erlief außerdem 695 Yards Raumgewinn und 5 Touchdowns für die Ravens.
Da die Baltimore Ravens Erster in der AFC North wurden, wurde Jackson einen Tag vor seinem 22. Geburtstag zum jüngsten Starting-Quarterback in einem Play-off-Spiel. In diesem Spiel unterlagen die Ravens den Los Angeles Chargers mit 17:23. Jackson brachte in diesem Spiel knapp weniger als die Hälfte seiner Pässe an und warf zwei Touchdowns, ebenfalls verursachte er vier Turnover, er warf eine Interception und fumblete den Ball drei Mal.

### 2019
Vor der Saison 2019 tauschten die Ravens ihren langjährigen Starting-Quarterback, Joe Flacco, mit dem sie den Super Bowl XLVII gewonnen hatten, zu den Denver Broncos, womit Jackson das Team in Zukunft anführen sollte. Beim 59:10-Sieg im Auftaktspiel gegen die Miami Dolphins stellten die Ravens unter Jackson neue Franchise-Rekorde für die meisten Punkte, den höchsten Sieg und die meisten Yards Raumgewinn in einem Spiel auf. Zudem wurde Jackson, der fünf Touchdownpässe warf, zum jüngsten NFL-Spieler, der mit 158,3 das höchstmögliche Quarterback Rating in einem Spiel erzielte. Insgesamt lieferte Jackson eine herausragende Saison ab und konnte neben seiner bekannten Stärke im Laufspiel auch zeigen, dass er als Passer gereift war. Während er mit 3.127 Yards Raumgewinn im unteren Mittelfeld der Liga landete, konnte Jackson die Liga mit 36 Touchdowns durch den Pass anführen und hatte ebenfalls die beste Touchdownrate aller Quarterbacks in der Saison 2019. Den 36 Touchdowns standen lediglich 6 Interceptions entgegen. Neben dem starken Passing Game machte das überragende Laufspiel von Jackson diesen einzigartig und für die Ravens besonders wertvoll. In seinen 15 Einsätzen während der regulären Saison erlief Jackson 1.206 Yards Raumgewinn und konnte über den Lauf sieben weitere Touchdowns für sein Team erzielen. Hierbei konnte er mit 6,9 Yards Raumgewinn pro Versuch mit Abstand den Bestwert aufstellen und lediglich fünf Runningbacks, die positionstechnisch für das Laufspiel vorgesehen sind, konnten mehr Yards Raumgewinn über die gesamte Saison erlaufen. Jackson ist der zweite Quarterback mit mehr als 1.000 Yards Rushing in einer Saison und löste Michael Vick, welcher 2006 1.039 Yards für seine Atlanta Falcons erlief, deutlich als beste Laufsaison eines Quarterbacks nach Raumgewinn ab. Ebenfalls stellte Jackson zusammen mit seinen Runningbacks, Mark Ingram junior und Gus Edwards, einen neuen Rekord auf. Mit 3.296 Rushing Yards als Team in einer Saison brach man die Bestmarke der New England Patriots aus der Saison 1978, welche damals 3.165 Yards Raumgewinn als Team erzielen konnten.
Mit den Ravens gewann Jackson ihre Division und erreichte somit zum zweiten Mal in seiner Karriere die Play-offs. Allerdings verlor Jackson auch 2019 bereits das erste Spiel seines Teams in den Play-offs, diese Saison in der Divisional Round gegen die Tennessee Titans mit 28:12. Für seine Leistungen während der regulären Saison wurde Jackson erstmals in seiner Karriere in den Pro Bowl gewählt. Hierbei erhielt er von den Fans für den Pro Bowl 2020 die meisten Stimmen aller NFL-Spieler. Zum Saisonabschluss wurde er zum MVP 2019 gewählt, diese Auszeichnung wird an den wertvollsten Spieler der regulären Saison am Ende jeder Spielzeit vergeben. Besonders bei seiner Wahl war, dass er als erst zweiter Spieler nach Tom Brady (2010) einstimmig zum MVP gewählt wurde.

### 2020
In der regulären Saison 2020 erzielte Jackson 26 Touchdowns bei 9 Interceptions. Er erzielte 2.757 Passing Yards und lief für 1.005 Rushing Yards bei einem Passer-Rating von 99.3. Jackson führte seine Mannschaft zu einer Bilanz von 11 Siegen und 4 Niederlagen, wobei er aufgrund einer Erkrankung an COVID-19 ein Spiel gegen die Pittsburgh Steelers verpasste. Nachdem er von der Erkrankung genesen war, standen die Ravens bei einer Bilanz von 6:5. Jackson konnte seine Ravens mit fünf Siegen in Folge und einer abschließenden Regular Season (NFL)-Bilanz von 11 Siegen bei 5 Niederlagen jedoch zum dritten Mal in Folge in die Playoffs führen. Im ersten Wildcard-Spiel der Playoffs besiegten die Ravens die Tennessee Titans mit 20:13, womit ihnen die Revanche für die Niederlage im Jahr zuvor gelang. Mit diesem Sieg konnte Jackson seinen ersten Erfolg in den Playoffs verbuchen, was gleichzeitig der erste Playoff-Sieg seines Head-Coaches John Harbaugh seit 2014 war. In der darauf folgenden Divisional Round trafen die Ravens auf die Buffalo Bills. In dieser Partie warf Jackson für 162 Yards und erlief 34 Yards. Ihm unterlief in Spielminute 41 eine Interception, welche von Buffalo in die Endzone der Ravens zurückgetragen wurde. Anschließend erlitt Jackson eine Gehirnerschütterung und musste die Partie vorzeitig beenden. Die Ravens verloren die Partie mit einem Endstand von 3:17, womit die Saison für Jackson beendet war. Jackson war auf dem Cover des Videospiels Madden 21 von Electronic Arts, welches das offiziell lizenzierte Sportspiel der NFL-Saison 2020 war.

### 2023
Am 27. April 2023 einigten sich Jackson und die Ravens über eine Vertragsverlängerung um fünf Jahre über 260 Millionen US-Dollar, was ihn bis dahin zum bestbezahlten Spieler in der NFL machte. Die Ravens gingen mit dem neuen Offensive Coordinator Todd Monken in die Saison, welcher den vorigen Offensive Coordinator Greg Roman ersetzte. Von dieser Änderung profitierte Jackson sehr stark, denn der neue Offensive Coordinator setzte vermehrt auf das Passspiel anstatt der verletzungsanfälligeren Runs. Im Spiel gegen die Detroit Lions in Woche 7 warf er beispielsweise für 357 Yards und wurde zum besten Offensiv-Spieler der Woche gewählt. Da die Ravens die NFL-Saison 2023 als bestplatziertes Team der AFC abschlossen, waren sie für die Divisional Round der Play-offs qualifiziert. Nach einem Sieg über die Houston Texans zog Baltimore in das Conference Championships ein, welche gegen den späteren Super-Bowl-Sieger Kansas City Chiefs mit 10:17 verloren ging. Am Ende der Saison wurde Jackson zum zweiten Mal zum MVP der Saison gewählt.

### Persönliches
Jackson wuchs mit seinen Geschwistern zusammen bei seiner Mutter in Pompano Beach auf. Sein Vater starb 2005 bei einem Unfall, am selben Tag verstarb auch seine Großmutter. Sein Hauptfach im Studium war Kommunikationswissenschaft. Er ist gut mit Marquise Brown befreundet, mit dem er zusammen aufwuchs und der ebenfalls bei den Ravens unter Vertrag stand. Teilweise wird ihm aufgrund seiner häufigen Läufe vorgeworfen, kein „richtiger“ Quarterback zu sein und Scouts empfahlen ihm sogar einen Positionswechsel. Während des NFL-Combine verweigerte Jackson daher die Übungen für den 40-Yard Dash sowie alle anderen athletischen Übungen, um die Aufmerksamkeit auf sein Passspiel zu lenken. Anders als der Großteil der anderen NFL-Spieler wird Jackson nicht von einem professionellen Agenten vertreten, sondern führt Vertragsverhandlungen selbst durch.